# Визяха
Визяха — река в России, протекает в Гайнском районе Пермского края. Устье реки находится в 144 км по правому берегу реки Весляны. Длина реки составляет 32 км.
Исток реки на Северных Увалах неподалёку от границы с Республикой Коми в 12 км к северо-востоку от посёлка Бадья. Исток находится на водоразделе Волги и Северной Двины, рядом с истоком Визяхи находится исток реки Рубика. Генеральное направление течения — юг, всё течение проходит по ненаселённому лесному массиву. Притоки — Мальцевка (правый), Косогор (левый). Впадает в Весляну в 15 км к северу от посёлка Усть-Чёрная (центр Усть-Черновского сельского поселения).

## Данные водного реестра
По данным государственного водного реестра России относится к Камскому бассейновому округу, водохозяйственный участок реки — Кама от истока до водомерного поста у села Бондюг, речной подбассейн реки — бассейны притоков Камы до впадения Белой. Речной бассейн реки — Кама.
Код объекта в государственном водном реестре — 10010100112111100001563.